# Сделано в СССР (фильм)
«Сделано в СССР» — советский художественный фильм, снятый в 1990 году режиссёрами Святославом Тараховским и Владимиром Шамшуриным.

## Сюжет
В московской школе во время вечерней дискотеки исчезает видеомагнитофон. На следующее утро учителя истории Виктора Андреевича (А. Джигарханян), который когда-то работал «в органах», просят о помощи в поисках видеомагнитофона и наделяют расширенными властными функциями. В прошлом Виктор Андреевич действительно работал «в органах», но не в милиции, а в органах НКВД, выискивая врагов народа. В первую очередь он вызывает себе в помощь старого сослуживца Ивана Моисеевича (Л. Куравлёв). Далее свои услуги ему предлагает школьная экстремистская организация во главе с некоей Сысоевой (А. Клюка). Начинаются аресты подозреваемых в краже учеников. Все они под пытками дают признательные показания. Попутно формируется культ личности преподавателя. Остальные учителя пытаются возмущаться, но уже поздно — все несогласные с новой политикой отправляются под арест. Репрессии касаются и нового руководства школы. Родителям приходится брать школу штурмом, чтобы освободить своих детей, но идеология культа личности преподавателя проникла в юные сердца.

## В ролях
- Армен Джигарханян — учитель истории Виктор Андреевич
- Оксана Арбузова — Катя
- Кирилл Белевич — Алексей
- Леонид Куравлёв — Иван Моисеевич
- Эдуард Марцевич — учитель музыки
- Алла Клюка — пионервожатая Ирина Сысоева
- Александра Фомичёва — Таня Сметлева («Мандела»)
- Денис Матросов — фотограф Лёха
- Елена Мельникова — Заварзина, служащая НИИ
- Валентина Теличкина — завуч Рита Артемьевна
- Вера Максимова — старшеклассница
- Вячеслав Ильин — Чернов

## Съёмочная группа
- Автор сценария: Святослав Тараховский
- Режиссёры-постановщики: Святослав Тараховский, Владимир Шамшурин
- Оператор: Валентин Пиганов
- Композитор: Николай Каретников
- Постановщик: Леван Лазишвили

Съемки фильма проводились в школе-интернате № 45 г. Москвы.